# John O’Shanassy

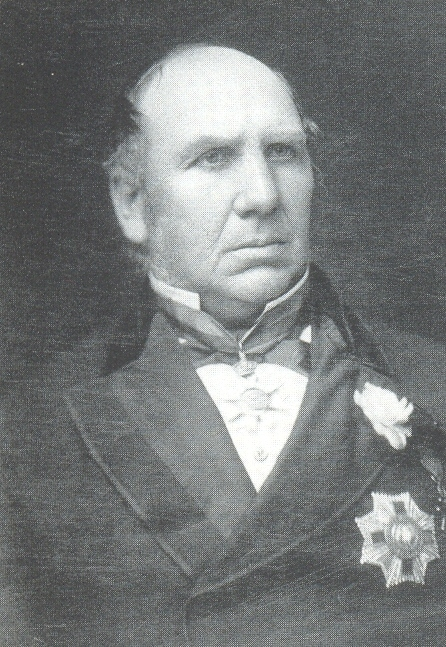
Sir John O’Shanassy

Sir John O’Shanassy, KCMG, KCSG (* 1. Januar 1818 in Thurles, County Tipperary, Irland; † 5. Mai 1883 in Hawthorn, Victoria) war ein australischer Politiker, der unter anderem drei Mal (1857, 1858 bis 1859 sowie 1861 bis 1863) Premierminister von Victoria war.

## Leben
John O’Shanassy stammte aus Irland und war 1839 nach New South Wales ausgewandert. Er wurde nach der Trennung von New South Wales (1. Juli 1851) am 11. November 1851 erstmals Mitglied des Victorian Legislative Council, des Oberhauses des Parlaments der britischen Kolonie Victoria, und vertrat in diesem bis zu seinem zum 1. Januar 1856 den Wahlkreis „Melbourne“. Danach wurde er am 1. November 1856 Mitglied der Victorian Legislative Assembly, des Unterhauses des Parlaments, und vertrat in dieser bis zum 1. Dezember 1865 den Wahlkreis „Kilmore“. Am 11. März 1857 wurde er als Nachfolger von William Clark Haines zweiter Premier von Victoria (Premier) und übernahm in seinem Kabinett bis zum 29. April 1857 zugleich den Posten des Chefsekretärs (Chief Secretary). 
Als Nachfolger von Haines wurde O’Shanassy am 10. März 1858 zum zweiten Mal Premier und war zugleich bis zu seiner Ablösung durch William Nicholson am 27. Oktober 1859 auch wieder Chief Secretary. Als Nachfolger von Richard Heales übernahm er am 14. November 1861 zum dritten Mal den Posten als Premier und war bis zum 27. Juni 1863 auch wieder Chefsekretär, woraufhin James McCulloch neuer Premier wurde.
John O’Shanassy wurde 1866 als Commendatore des päpstlichen Gregoriusordens (KCSG) sowie 1869 als Companion des britischen Order of St Michael and St George (CMG) ausgezeichnet. Er wurde am 1. März 1868 abermals Mitglied des Legislativrates, dem er als Vertreter des Wahlkreises „Central“ bis zu seinem Rücktritt am 1. April 1874 angehörte. Für seine Verdienste wurde er am 20. Februar 1874 als Knight Commander des Order of St Michael and St George (KCMG) geadelt, so dass er fortan das Prädikat „Sir“ führte. Zuletzt wurde er am 1. Mai 1877 für den Wahlkreis „Belfast“ wieder Mitglied der Legislativversammlung und gehörte dieser bis zum 1. Februar 1883 an.

## Hintergrundliteratur
- W. Kelly: Life in Victoria. Band 1, London 1859.
- H. G. Turner: A History of the Colony of Victoria. Band 2, London 1904.
- Don Garden: Victoria: A History. Thomas Nelson, Melbourne 1984.
- Kathleen Thompson, Geoffrey Serle: A Biographical Register of the Victorian Parliament, 1856–1900. Australian National University Press, Canberra 1972.
- Raymond Wright: A People's Counsel. A History of the Parliament of Victoria, 1856–1990. Oxford University Press, Melbourne 1992.